# Damernas 1 000 meter i hastighetsåkning på skridskor vid olympiska vinterspelen 1980
Damernas 1 000 meter i hastighetsåkning på skridskor vid olympiska vinterspelen 1980 hölls på James B. Sheffield Olympic Skating Rink den 17 februari 1980.
37 skridskoåkare från 18 nationer deltog.

## Rekord
Gällande världsrekord och olympiska rekord före Vinter-OS 1980: 
| Världsrekord     | Tatiana Averina (URS) | 1:23,46 | Alma-Ata, Kazakiska SSR, Sovjetunionen | 29 mars 1975    |
| Olympiskt rekord | Tatiana Averina (URS) | 1:28,43 | Innsbruck, Österrike                   | 7 februari 1976 |

Följande nya olympiska rekord sattes under tävlingen.
| Datum       | Idrottare          | Nation        | Tid     | OR | VR |
| ----------- | ------------------ | ------------- | ------- | -- | -- |
| 17 februari | Sylvia Filipsson   | Sverige       | 1:28,18 | OR |    |
| 17 februari | Natalja Petrusjova | Sovjetunionen | 1:24,10 | OR |    |

## Medaljörer
| Gren        | Guld                             | Guld         | Silver          | Silver  | Brons                       | Brons   |
| 1 000 meter | Natalja Petrusjova Sovjetunionen | 1:24,10 (OR) | Leah Poulos USA | 1:25,41 | Sylvia Albrecht Östtyskland | 1:25,46 |

## Resultat
| Placering | Idrottare                 | Nation         | Tid     | Tid bakom | Noteringar |
| --------- | ------------------------- | -------------- | ------- | --------- | ---------- |
| 1         | Natalja Petrusjova        | Sovjetunionen  | 1:24,10 | –         | (OR)       |
| 2         | Leah Poulos               | USA            | 1:25,41 | +1,31     |            |
| 3         | Sylvia Albrecht           | Östtyskland    | 1:26,46 | +2,36     |            |
| 4         | Karin Enke                | Östtyskland    | 1:26,66 | +2,56     |            |
| 5         | Beth Heiden               | USA            | 1:27,01 | +2,91     |            |
| 6         | Annie Borckink            | Nederländerna  | 1:27,24 | +3,14     |            |
| 7         | Sylvia Burka              | Kanada         | 1:27,50 | +3,40     |            |
| 8         | Ann-Sofie Järnström       | Sverige        | 1:28,10 | +4,00     |            |
| 9         | Sylvia Filipsson          | Sverige        | 1:28,18 | +4,08     |            |
| 10        | Annette Carlén-Karlsson   | Sverige        | 1:28,25 | +4,15     |            |
| 11        | Valentina Lalenkova       | Sovjetunionen  | 1:28,27 | +4,17     |            |
| 12        | Bjørg Eva Jensen          | Norge          | 1:28,55 | +4,45     |            |
| 13        | Stitje van der Lende      | Nederländerna  | 1:28,72 | +4,62     |            |
| 14        | Sarah Docter              | USA            | 1:28,80 | +4,70     |            |
| 14        | Haitske Valentijn-Pijlman | Nederländerna  | 1:28,80 | +4,70     |            |
| 16        | Erwina Ryś-Ferens         | Polen          | 1:28,82 | +4,72     |            |
| 17        | Miyoshi Kato              | Japan          | 1:28,97 | +4,87     |            |
| 18        | Christa Rothenburger      | Östtyskland    | 1:29,69 | +5,59     |            |
| 19        | Brenda Webster            | Kanada         | 1:29,84 | +5,74     |            |
| 20        | Irina Kovrova             | Sovjetunionen  | 1:29,94 | +5,84     |            |
| 21        | Monika Pflug              | Västtyskland   | 1:30,13 | +6,03     |            |
| 22        | Makiko Nagaya             | Japan          | 1:30,27 | +6,17     |            |
| 23        | Sigrid Smuda              | Västtyskland   | 1:30,29 | +6,19     |            |
| 24        | Kathy Vogt                | Kanada         | 1:30,33 | +6,23     |            |
| 25        | Yuko Ota                  | Japan          | 1:30,72 | +6,62     |            |
| 26        | Lee Nam-sun               | Sydkorea       | 1:31,30 | +7,20     |            |
| 27        | Cao Guifeng               | Kina           | 1:31,74 | +7,64     |            |
| 28        | Anneli Repola             | Finland        | 1:31,76 | +7,66     |            |
| 29        | Silvia Brunner            | Schweiz        | 1:31,79 | +7,69     |            |
| 30        | Lee Seong-ae              | Sydkorea       | 1:32,04 | +7,94     |            |
| 31        | Zhang Li                  | Kina           | 1:32,20 | +8,10     |            |
| 32        | Shen Zhenshu              | Kina           | 1:32,49 | +8,39     |            |
| 33        | Brigitte Flierl           | Västtyskland   | 1:33,61 | +9,51     |            |
| 34        | Kim Yeong-hui             | Sydkorea       | 1:34,17 | +10,07    |            |
| 35        | Kim Ferran                | Storbritannien | 1:34,19 | +10,09    |            |
| 36        | Marzia Peretti            | Italien        | 1:35,66 | +11,56    |            |
| 37        | Mandy Horsepool           | Storbritannien | 1:36,31 | +12,21    |            |